# سیارک ۴۴
سیارک ۴۴ (به انگلیسی: 44 Nysa) چهل و چهارمین سیارک کشف شده‌است که در ۲۷ مه ۱۸۵۷ و در پاریس کشف شد.
قدر مطلق سیارک برابر ۷٫۰۳ است.